# Крезомицин
Крезомицин — синтетический антибиотик. Он связывается с бактериальной рибосомой как грамотрицательных, так и грамположительных бактерий. Этот антибиотик эффективен против полирезистентных колоний бактерий Staphylococcus aureus, Escherichia coli и Pseudomonas aeruginosa. Он относится к мостиковым макробициклическим оксепанопролинамидным антибиотикам, имеющим сходство с линкозамидами.

## История разработки
Крезомицин разработан исследовательской группой под руководством Эндрю Майерса (англ. Andrew G. Myers) на факультете химии и химической биологии Гарвардского университета и Университета Иллинойса в Чикаго и получил финансирование от CARB-X для дальнейшей разработки.
Крезомицин был специально разработан для связывания с рибосомой целевой бактерии. Это позволяет крезомицину преодолевать гены рибосомальной метилазы, которые отвечают за устойчивость бактерий к другим антибиотикам, которые связываются с пептидилтрансферазным центром рибосомы, таким как линкозамиды.
Крезомицин был синтезирован на основе ибоксамицина, другого антибиотика группы оксепанопролинамидов, с добавлением к нему 10-членного кольца.

## Эффективность и безопасность
Крезомицин эффективен in vitro и in vivo против бактерий, устойчивых к множеству антибиотиков, включая линкозамиды, при этом он более эффективен, чем ибоксамицин. В исследованиях активности по времени гибели  микроорганизмов-мишеней исследователи обнаружили, что антибиотик обладает бактериостатическим действием против золотистого стафилококка.
Исследования безопасности крезомицина, проведённые in vitro с человеческими клетками, показали его низкую цитотоксичность. Однако исследования на организме человека на февраль 2024 года ещё не проводились.
Безопасность крезомицина для людей и его эффективность при лечении людей неизвестны.